# Oscura heterospila
Oscura heterospila (Syn.: Cichlasoma heterospilum, Theraps heterospilus, Vieja heterospila) ist eine Buntbarschart, die auf der karibischen Seite Mittelamerikas in Mittel- und Unterläufen von Flüssen im Stromgebiet des Usumacinta in der guatemaltekischen Provinz Petén und im Südosten Mexicos vorkommt. Die Typuslokalität liegt bei Montecristo im mexikanischen Bundesstaat Tabasco.

## Merkmale

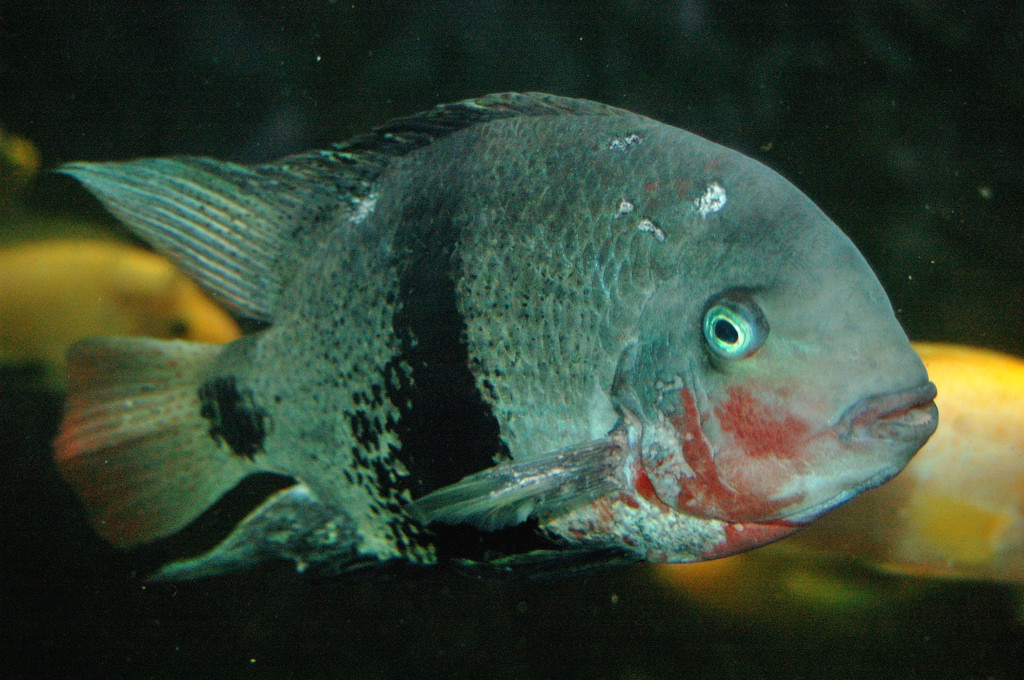
Vieja maculicauda, eine sehr ähnlich gefärbte Art

Oscura heterospila wird 20 bis 24 cm lang und ist relativ hochrückig. Die Art ist ähnlich wie Vieja maculicauda gefärbt und von olivgrauer bis grünlich-goldener Grundfarbe. Kleine schwarze Flecke auf den Schuppen der Körperseiten bilden einige (meist fünf) zerfranste, unregelmäßige dunkle Querbänder, die hinunter bis zum Bauch reichen. Auf diese Flecke bezieht sich auch das Art-Epitheton heterospilum („hetero“ = anders; „spilos, spilus“ = gefleckt, Fleck). Ein großer runder oder länglicher, schwarzer Fleck nimmt den größten Teil des Schwanzstiels ein. Die Fleckung auf den Körperseiten und auf dem Schwanzstiel gelten als diagnostisches Merkmal von Art und Gattung. Brutpflegende Fische werden hell und die Färbung verblasst. Die dunkle Zeichnung verstärkt sich dadurch. Männchen haben eine rötliche Kehle und bläuliche unpaare Flossen. Weibchen sind dunkler und haben einen verwaschenen Fleck in der Rückenflosse, der aber nicht immer zu sehen ist. Die Schwanzflosse ist gelblich oder bläulich.

## Systematik
Die Buntbarschart wurde 1936 durch den amerikanischen Ichthyologen Carl Leavitt Hubbs als Cichlasoma heterospilum beschrieben, später auch den Gattungen Theraps und Vieja zugeordnet und ist seit Mitte 2015 die einzige Art der Gattung Oscura. „Oscura“ bedeutet im Spanischen „dunkel“ und nimmt Bezug auf die charakteristische dunkle Färbung der Körperseiten. Äußerlich ähnelt Oscura heterospila zwar den Buntbarschen der Gattung Vieja, aber alle phylogenetischen Studien zeigen, dass die Art nicht besonders nah mit den übrigen Vieja-Arten verwandt ist. Oscura ist die Schwestergattung von Rheoheros, einer zwei Arten umfassenden Gattung strömungsliebender, schlank gebauter Buntbarsche.